# Peter Degerman
Peter Degerman, född 29 november 1960 i Stockholm, är en svensk litteraturvetare och författare. Han debuterade med romanen Vid sidan av stigen 1992. Degerman är även verksam som lärare i litteraturvetenskap och ämnesdidaktik vid Mittuniversitetet. 2013 disputerade Degerman vid Åbo Akademi, Finland, på en avhandling om det svenska litteraturdidaktiska fältet i förvandling.

### Romaner
- 1992 - Vid sidan av stigen, Gedins förlag
- 1993 - Gränsfall, Gedins förlag
- 1999 - Ratatosk - ekorrens berättelser, Länsmuseet Västernorrlands Förlag

### Övrigt
- ”Det ligger en balettdansös på parkeringsplatsen” i Novella, Prisma förlag, Stockholm, 1987
- ”En helt obetydlig ängel”. Tidsskriftet Grif (BizArt) 3:  sid. 97-102. 1993. ISSN 0907-0125.
- ”Framtidstro” – essäer, Länsmuseet Västernorrlands förlag, Härnösand 1999
- ”Röster i Medelpad” (red), En bok för allas förlag, Stockholm, 2002
- ”Spelet om Envar – poesifestivalen, skådespelet och marknaden”, Provins 2008:4, s 44-49
- ”Den nakna människan – samtal med Naja Marie Aidt”, Provins 2009:1, s 24-30
- ”Paris Graffiti”, Provins 2009:3, s 16-18

## Priser och utmärkelser
- 1994 – Rörlingstipendiet